# Cours Richard-Vitton
Ne doit pas être confondu avec Cours Vitton.
Le cours Richard-Vitton, initialement désigné « chemin vicinal ordinaire no 154, dit cours Richard-Vitton », est une voie située dans le 3e arrondissement de Lyon.

## Histoire

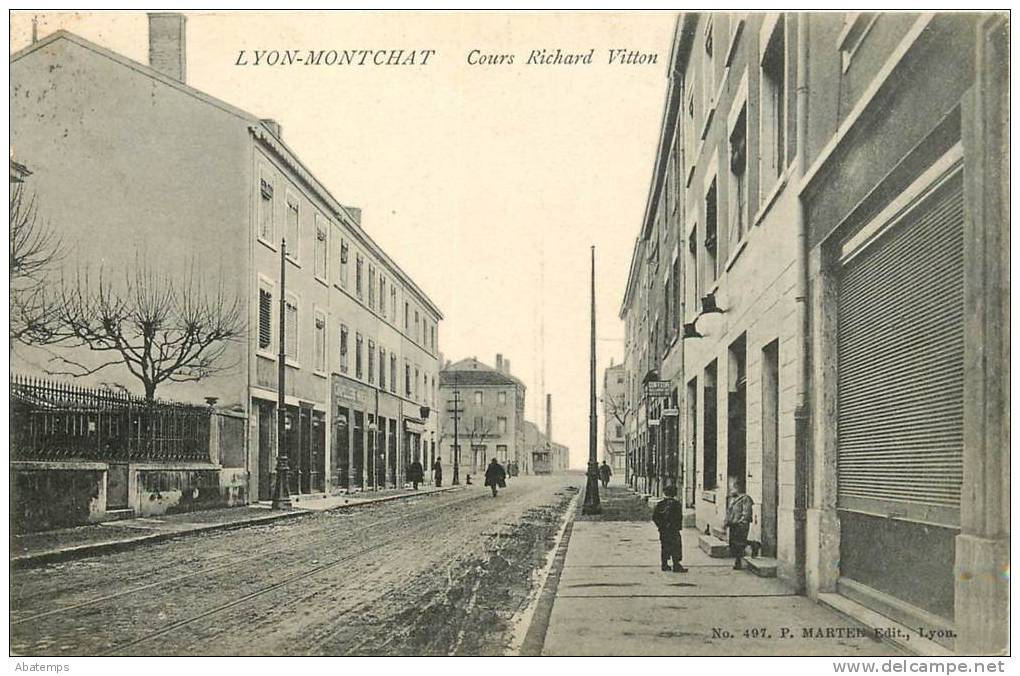
Vue du cours vers 1900.

Le cours Richard-Vitton est offert par Madame Louise Françoise Richard-Vitton à la ville de Lyon qui l'accepte le 30 décembre 1875. Louise Françoise Richard-Vitton est la fille d'Henri Vitton, ancien mère de La Guillotière et de Antoinette Bonand, héritière des seigneurs de Montchat. Elle est la veuve de Jean Louis Richard-Vitton, fondateur du quartier de Montchat et ancien maire du 3e arrondissement de Lyon. Le cours porte son nom en hommage à Jean Louis Richard-Vitton.
Dans le même quartier de Montchat à proximité du cours se trouve la rue Louise, nommée ainsi en hommage à Louise Françoise, veuve Richard-Vitton.

## Présentation
Le cours Richard-Vitton est quasiment parallèle à la route de Genas, toutes deux à circulation en sens unique. Il permet le passage des véhicules dans le sens Lyon → Genas. La place Ronde est située à l'intersection du cours et des rues Julien, de l'Église et Sainte-Marie, ainsi que de l'avenue du Général-Leclerc provenant de la place Jules-Grandclément sur Villeurbanne.
Le cours est desservi par la ligne de bus C9.